# جوسلين براندو
جوسلين براندو (بالإنجليزية: Jocelyn Brando)‏ (18 نوفمبر 1919، سان فرانسيسكو في الولايات المتحدة - 27 نوفمبر 2005، سانتا مونيكا في الولايات المتحدة)؛ شاعرة أمريكية.

## روابط خارجية
- جوسلين براندو على موقع IMDb (الإنجليزية)
- جوسلين براندو على موقع ألو سيني (الفرنسية)
- جوسلين براندو على موقع أول موفي (الإنجليزية)
- جوسلين براندو على موقع قاعدة بيانات برودواي على الإنترنت (الإنجليزية)
- جوسلين براندو على موقع قاعدة بيانات الأفلام السويدية (السويدية)
- جوسلين براندو على موقع قاعدة بيانات الفيلم (الإنجليزية)
- جوسلين براندو على موقع كينوبويسك (الروسية)